# Ligne 21 (Infrabel)
Pour les articles homonymes, voir Ligne 21.
La ligne 21 est une ligne de chemin de fer belge du réseau Infrabel qui relie Landen à Hasselt. Construite en 1839 (Landen - Saint-Trond) et 1847 (Saint-Trond - Hasselt), elle a été électrifiée en 1960.

## Historique
Le projet de réseau ferroviaire belge acté par la loi du 1er mai 1834 de prévoyait pas de chemin de fer dans les provinces du Limbourg et du Luxembourg. Ce manquement sera en partie rectifié par la loi du 26 mai 1837 qui concède, en plus des lignes Gand - Mouscron et Braine-le-Comte - Charleroi - Namur une courte ligne de Landen à Saint-Trond pouvant être prolongée jusque Hasselt ; la province de Luxembourg obtenant, elle, une amélioration de son réseau routier.
La ligne de Landen à Saint-Trond est inaugurée par les Chemins de fer de l'État belge le 6 octobre 1839. Les prévisions de trafic jugées trop faibles poussent le gouvernement à ne pas réaliser le prolongement vers Hasselt. Lorsque la loi du 16 mai 1845 accorde à MM. W. Mackenzie et Cie le droit de construire et exploiter les concessions ferroviaires de Tournai à Jurbise et de Saint-Trond à Hasselt, l’État donne gratuitement en jouissance la ligne de Landen à Saint-Trond en guise de garantie à la compagnie concessionnaire qui portera ainsi le nom de Société anonyme des chemins de fer de Tournay à Jurbise et de Landen à Hasselt.
Cette dernière inaugure le 8 décembre 1847 la section de Saint-Trond à Hasselt, dont la première gare est alors excentrée par rapport à son emplacement ultérieur. Néanmoins, comme le veut la convention sanctionnée par l'arrêté royal et la loi du 16 mai 1845, la Société construit la ligne et les infrastructures mais n'assure pas elle-même l'exploitation de son réseau mais délègue aux Chemins de fer de l’État belge la circulation des trains et le fonctionnement des installations en l'échange d'une part des recettes générées ; il s'agit du premier accord en ce sens passé entre l’État belge et une compagnie de chemin de fer privée. Nantie du droit préférentiel de réaliser un chemin de fer de Hasselt à la frontière des Pays-Bas, elle y renonce toutefois.
L'exploitation par l’État prend fin en 1856 lorsque la Compagnie de Tournai à Jurbise et de Landen à Hasselt passe un accord avec la Société du chemin de fer d'Aix-la-Chapelle à Maestricht (Aachen-Maastrichter Eisenbahn-Gesellschaft). Cette dernière met en service le 1er octobre 1856 la ligne de Maastricht à Hasselt et, grâce au prolongement vers la gare de Landen sur la ligne vers Liège et Malines, prend le nom de Société du chemin de fer d'Aix-la-Chapelle à Maestricht-Landen.
En 1867, cette dernière société s'intègre au sein du Grand Central Belge dont le réseau s'étend à travers la Belgique en se prolongeant vers l'Allemagne, les Pays-Bas et la France. La Compagnie de Tournai à Jurbise reste toutefois propriétaire de la ligne.
L’État belge, qui reprend progressivement la main sur les compagnies privées déficitaires, inaugure le 27 mai 1878 les lignes Mol - Bourg-Léopold - Diest - Tirlemont ainsi qu'un embranchement de Drieslinter à Saint-Trond. Le 10 septembre 1879, cette ligne est complétée par une section de Saint-Trond à Tongres faisant de Saint-Trond un carrefour ferroviaire.
Fin 1897, le Grand Central Belge est racheté par l’État qui restera toutefois un simple exploitant entre Landen et Hasselt jusqu'au rachat de la concession ferroviaire en 1900.
Plusieurs haltes sont ajoutés par l’État belge et les gares intermédiaires sont reconstruites. En 1957, la SNCB supprime la plupart des arrêts de la ligne, à l'exception de Saint-Trond et Alken et ferme aux voyageurs les autres lignes passant par Saint-Trond. Trois ans plus tard, la ligne est électrifiée mais reste à simple voie. Jusqu'aux années 1980, elle sera la seule ligne électrifiée menant à Hasselt.
La section d'Alken à Hasselt a été mise à double voie en 1982. Le doublement du reste de la ligne est régulièrement évoqué afin de fluidifier le trafic entre Landen et Hasselt. Une question parlementaire émise en ce sens en 2020 a eu comme réponse que la concrétisation de ce projet n'était pas d'actualité.